# HC Burgenland
Der HC Burgenland (Handballclub Burgenland) ist ein seit 2013 bestehender Handballverein für Frauen und Männer aus Naumburg im Burgenlandkreis. Die Männermannschaft spielte von 2020 bis 2022 und von 2023 bis 2025 in der 3. Liga.

## Geschichte
Der Verein weist als Vorgänger eine Mannschaft aus, die um 1923 mit dem Großfeldhandball begann. Zu deren Erfolgen zählten ein Aufstieg der ersten Männermannschaft in die 1. Kreisklasse im Jahr 1936. 1947 gewann das erste Frauenteam die Kreismeisterschaft. Auch das erste Männerteam gewann im Jahr 1952 die Kreismeisterschaft, verbunden mit dem Aufstieg in die 1. Bezirksklasse, und stieg 1958 in die Bezirksliga auf, aus der sie Anfang der 1960er Jahre wieder abstieg. Eine Betriebssportgemeinschaft (BSG) wurde gebildet. Zu den weiteren Vorgängervereinen zählt auch der HSV Naumburg-Stößen.
Im Jahr 2013 wurde der HC Burgenland gegründet.

## Frauen
Das erste Frauenteam gewann in der Saison 2017/18 die Meisterschaft in der Handball-Oberliga Mitteldeutschland, entschied sich aber gegen den Aufstieg. Auch 2020/21 traten sie in der Oberliga an. Im DHB-Pokal der Frauen 2017/18 schied das Team nach der ersten Hauptrunde aus. In der Spielzeit 2023/2024 nahm man als Meister der Handball-Oberliga Mitteldeutschland an der Aufstiegsrunde der 3. Liga teil, jedoch ohne Erfolg. Später wurde durch das Bundessportgericht gezeigt, dass man nicht an der Aufstiegsrunde hätte teilnehmen dürfen.

## Männer
Nach dem Abbruch der Saison 2019/20 in der Oberliga Mitteldeutschland aufgrund der Corona-Pandemie lagen der HC Burgenland und der 1. SV Concordia Delitzsch punktgleich an der Tabellenspitze – mit 142,9 war aufgrund der gleichen Anzahl absolvierter Spiele auch der Quotient gleich. Da das Rückspiel des direkten Vergleichs nicht stattfand, entschied die Tordifferenz zugunsten der Burgenländer. Aus der 3. Liga stieg der Verein nach der Spielzeit 2021/22 wieder ab. Ein Jahr später kehrte die Mannschaft in die Drittklassigkeit zurück.
In der Spielzeit 24/25 belegte der HC Burgenland den 14. Platz der 3. Liga und damit einen Abstiegsplatz. Durch das Verzichten von mehreren Mannschaften aus den 4. Ligen auf einen Aufstieg wurde eine Verbleibrunde gespielt, wo der HC Burgenland gegen den SV 04 Plauen-Oberlosa spielen musste. Das Hinspiel in der Kurt-Helbig-Halle gewannen die Burgenländer mit 33:34 vor ca. 800 Zuschauern. Das Rückspiel verlor man dramatisch mit 30:32 und musste damit den Abstieg akzeptieren.

## Abstiegssituation 24/25
Durch die Niederlage in der Verbleibsrunde war der Abstieg noch nicht sicher. Durch eine sehr enge Tabellensituation am Vorletzten Spieltag in der 2. Handball Bundesliga war ein Verbleib in der 3. Liga noch möglich. Bei einem Abstieg der Eulen Ludwigshafen in die 3. Liga, hätte dessen 2. Mannschaft HLZ Hochdorf-Friesenheim zwangsweise aus der 3. Liga Süd-West absteigen müssen. In einem dramatischen 34. Spieltag der 2. Handball Bundesliga schafften die Eulen Ludwigshafen einen nicht geglaubten Sieg gegen den TV 05/07 Hüttenberg, welche zu diesem Zeitpunkt auf Platz 2 der Tabelle standen. Damit verblieben die Eulen Ludwigshafen in der Liga und der HC Burgenland stieg sicher ab.
Ein Antrag des Dessau-Roßlauer HV zusammen mit dem ASV Hamm-Westfalen zur Mitgliederversammlung der HBL machte noch einmal Hoffnung. Es wurde ein Antrag zur Aufstockung der 2. Handball Bundesliga auf 19 statt 18 Teams gestellt. Dadurch wäre der ASV Hamm-Westfalen in der 2. Handball Bundesliga verblieben und ein Team hätte in die 3. Handball Bundesliga aufrücken können. Dieser Antrag wurde jedoch nicht in die Tagesordnung aufgenommen.

## Sonstige Mannschaften im Erwachsenenbereich
Seit der Spielzeit 2020/2021 spielt die 2. Männer in der Sachsen-Anhalt Liga (seit 2024 Oberliga). In der Spielzeit 2024/25 konnte ein 4. Platz erspielt werden. Die 2. Mannschaft dient als Aufbaukader/Perspektivkader der 1. Männermannschaft.
Seit der Spielzeit 2023/2024 spielt die 3. Männermannschaft in der Verbandsliga Süd des Handballverbandes Sachsen-Anhalt.
seit der Spielzeit 2023/2024 spielt die 2. Frauenmannschaft in der Sachsen-Anhalt Liga (seit 2024 Oberliga). Die 2. Mannschaft dient als Aufbaukader/Perspektivkader der 1. Frauenmannschaft.

## Jugendmannschaften
Die Jugendmannschaften spielen überwiegend in der Oberliga Sachsen-Anhalt und vereinzelt in den Bezirksoberligen.(Spielzeit 24/25)
Aus der Jugend des HC Burgenland ging zum Beispiel Julius Drachau hervor. Dieser spielte dann seit der D-Jugend beim SC Magdeburg (Handball) und wechselte in der Spielzeit 25/26 zum Dessau-Roßlauer HV.